# Museo Arqueológico de Calcis
El Museo Arqueológico de Calcis es un museo de Grecia ubicado en Calcis, en la isla de Eubea.

## Historia del museo
El edificio del museo se acabó de construir en 1901, en estilo neoclásico y entró en funcionamiento al año siguiente. A causa de terremotos que tuvieron lugar en 1980-1981, el edificio sufrió daños y tuvo que ser reparado. En 1990, bajo la dirección de Efi Sapouna, se reorganizó la exposición del museo. En esa misma fecha se trasladaron al Museo Arqueológico de Eretria las obras de arte procedentes del templo de Apolo Dafnéforo de esa ciudad, que hasta entonces se habían expuesto en el museo de Calcis.

## Colecciones
El museo contiene una colección de objetos procedentes de yacimientos arqueológicos del área de Calcis y también de otros lugares de la isla de Eubea que abarcan periodos comprendidos entre el Paleolítico y la época romana. 
La exposición presenta la historia de la isla de Eubea en orden cronológico y a su vez, en secciones temáticas: la vida cotidiana, la guerra, las prácticas funerarias, la religión, la política, las artes y la economía. Se exponen en tres salas y un patio que tiene además dos galerías.
En el patio se hallan elementos arquitectónicos de la antigua ciudad de Calcis. Las dos galerías contienen inscripciones y una de ellas también estatuas. Entre ellas se encuentra una destacable estatua de Deméter o Cibeles sin cabeza del periodo helenístico. Por otra parte, los objetos de las tres salas del museo se han clasificado por orden cronológico. 
La sala 1 contiene hallazgos prehistóricos, entre los que destacan los procedentes de Mánika, de periodos comprendidos entre 2800-1900 a. C., y de Aliveri (1900-1650 a. C.) También hay objetos de los periodos protogeométrico y geométrico. 
La sala 2 contiene cerámica y otros objetos de arte de periodos comprendidos entre la época arcaica y la época romana. Son destacables dos cabezas de kuros del siglo VI a. C., otros dos torsos de la misma época, tres estatuas femeninas dedicadas a Artemisa, varias estelas funerarias de época clásica y una columna votiva con la representación de Hades y Dioniso del siglo IV a. C.
La sala 3 alberga estatuas y otros objetos de arte de mayor tamaño que los de la sala anterior. Entre ellos se encuentra una columna con la representación de un sacrificio procedente de Larimna (Beocia), otra columna con la representación de Dioniso, un trípode con una dedicatoria a Apolo, una estatua sin cabeza de Dioniso o Apolo del siglo I y otra de la época de Herodes Ático, del siglo II.

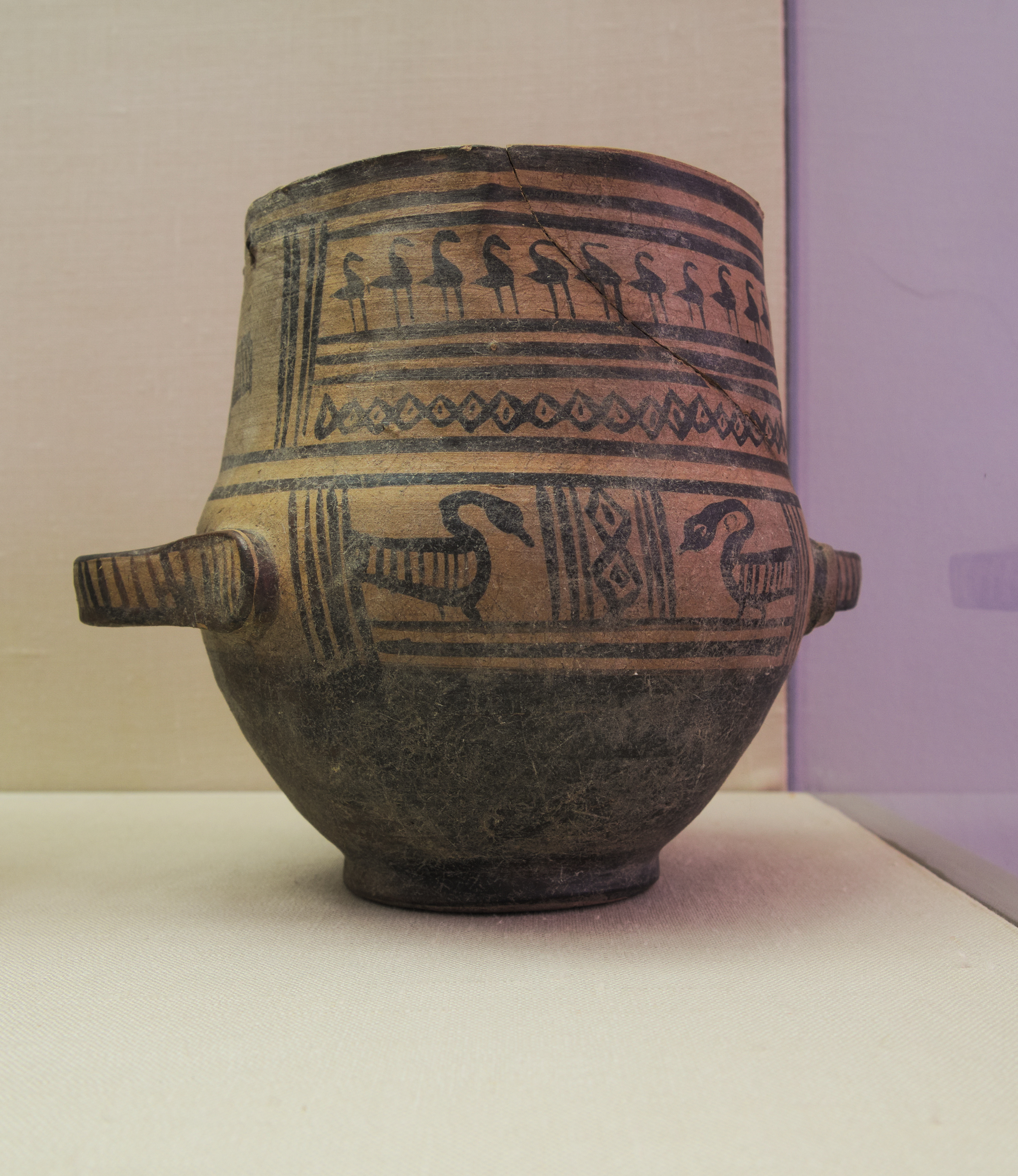
Pieza de cerámica del periodo geométrico.
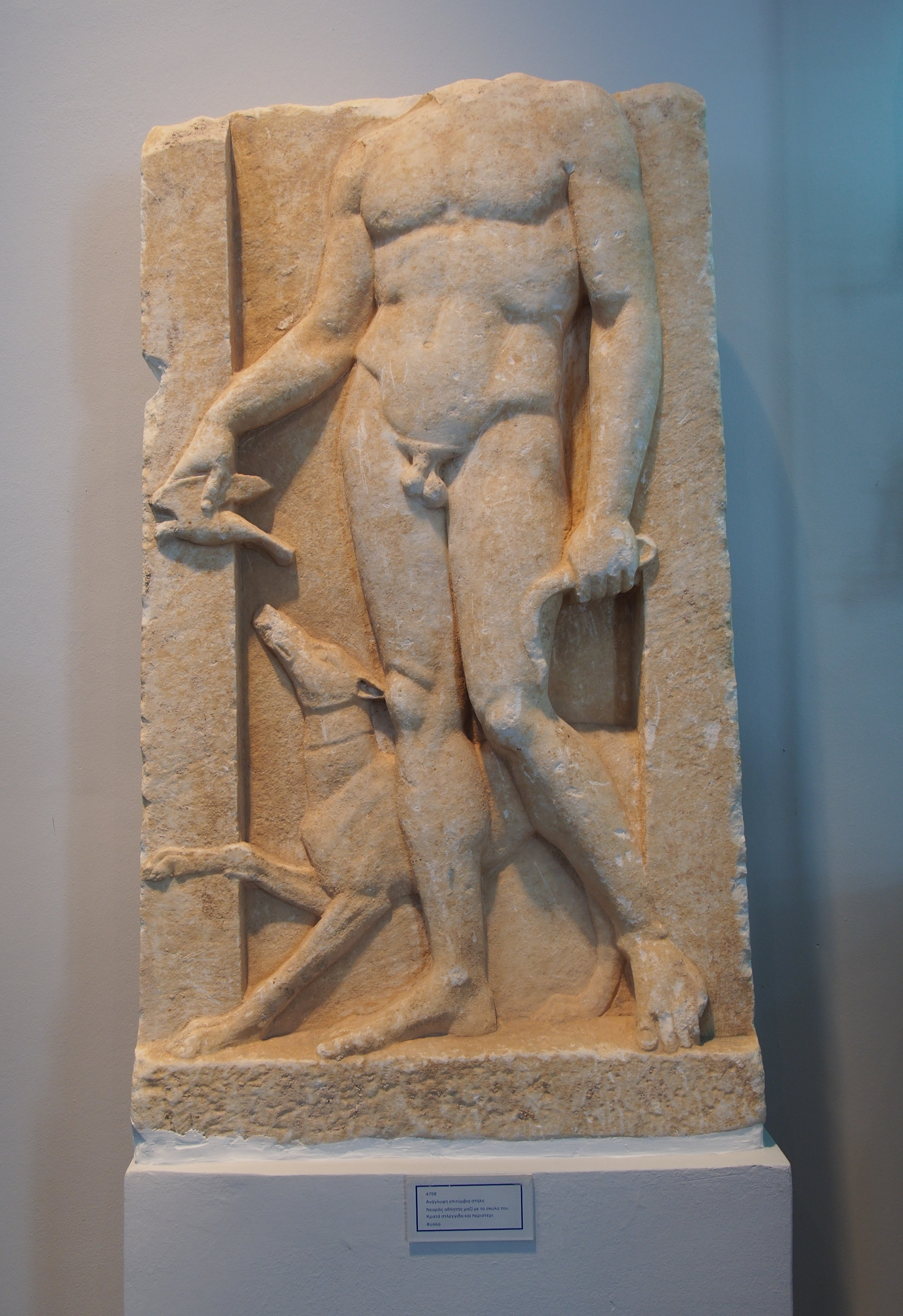
Una estela funeraria.
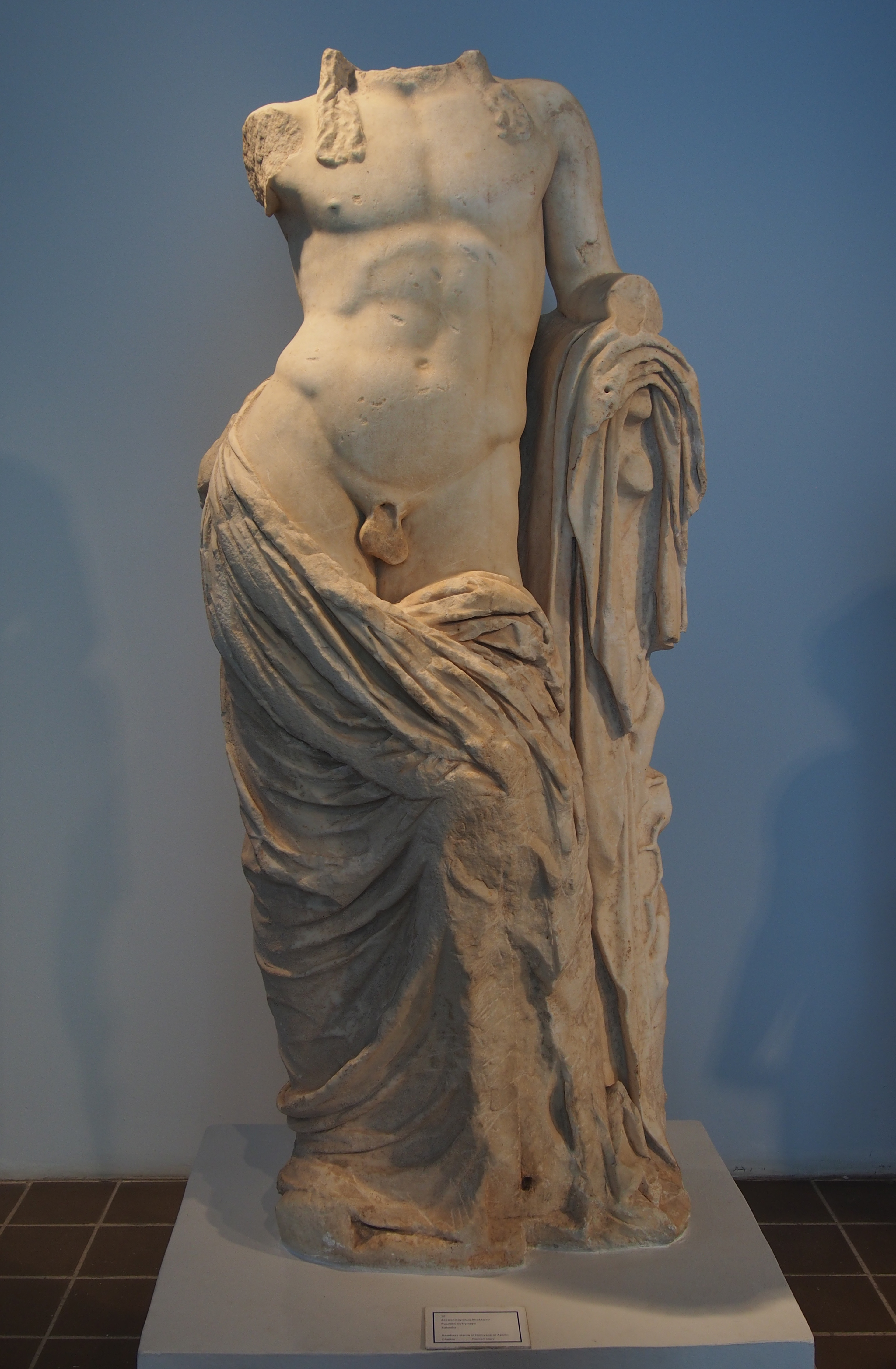
Estatua de Apolo o Dioniso de época romana.
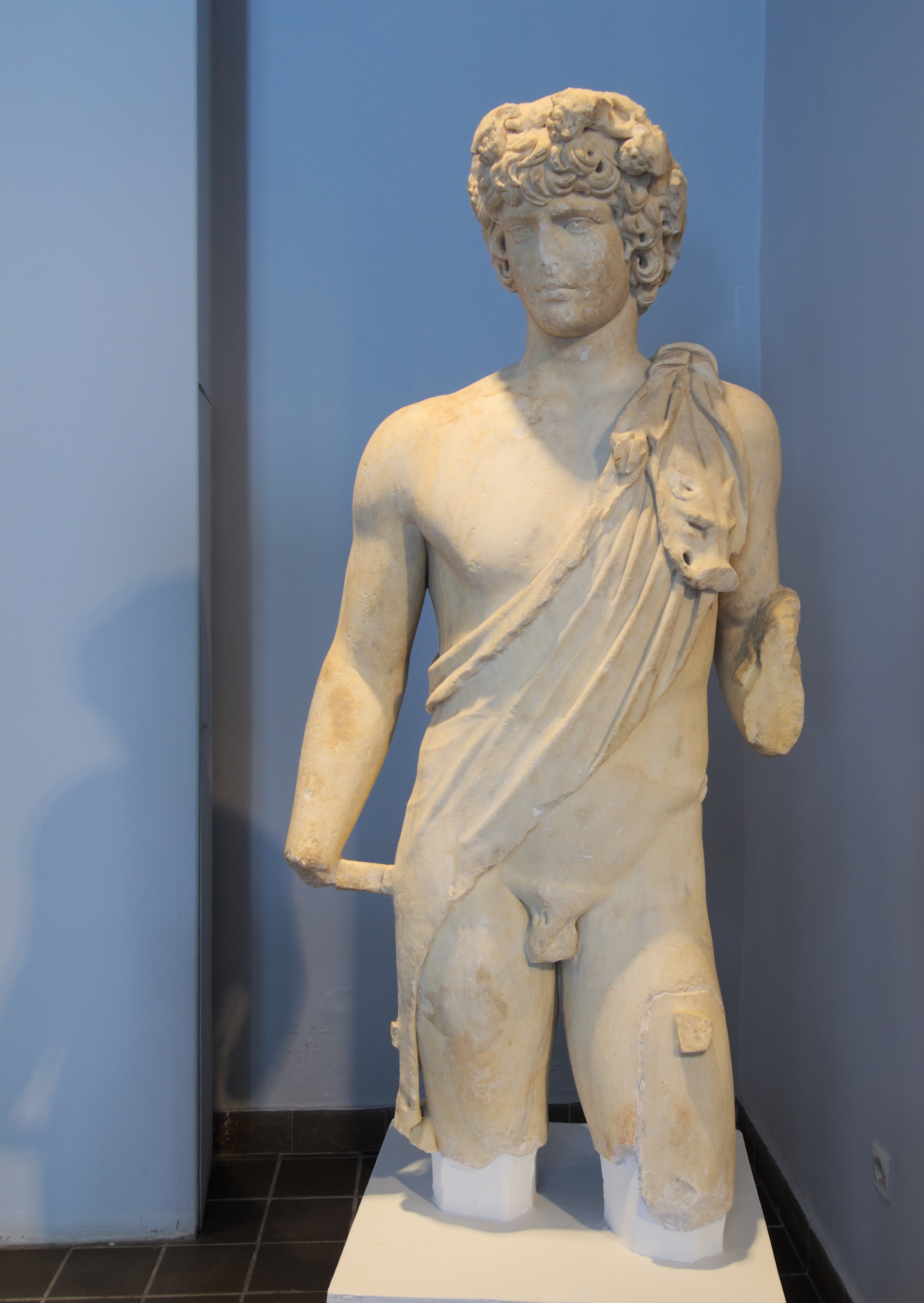
Estatua de Antínoo, de época romana.